# Бяла Черква
Бя́ла Че́рква (болг. Бяла черква) — місто в Великотирновській області Болгарії. Входить до складу общини Павликени.

## Населення
За даними перепису населення 2011 року у місті проживали 1882 особи.
Національний склад населення міста:
| Національність   | Кількість осіб | Відсоток |
| ---------------- | -------------- | -------- |
| болгари          | 1450           | 84,7%    |
| турки            | 77             | 4,5%     |
| цигани           | 73             | 4,3%     |
| інша             | 91             | 5,3%     |
| не визначились   | 20             | 1,2%     |
| Всього відповіли | 1711           |          |

Розподіл населення за віком у 2011 році:
Динаміка населення: